# Istoria limbii române

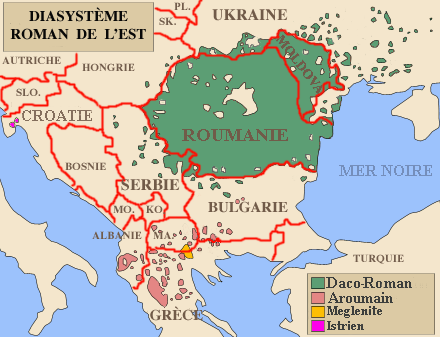
Harta Balcanilor cu regiunile locuite de români (vlahi)

Istoria limbii române este la fel de controversată ca și cea a poporului român, din două motive principale, unul științific, celălalt politic. Din punct de vedere științific, penuria izvoarelor istorice, în special a celor scrise, permite numeroase interpretări, pe care numai lingvistica comparată, lexicologia și toponimia le pot confirma sau infirma, rareori definitiv. Interesele politice, care exprimă revendicările odinioară teritoriale, astăzi mai mult regionale, culturale, identitare ale statelor vecine, ale României însăși și ale minorităților conlocuitoare, au creat mai multe variante de istorie a limbii române, din acestea derivând variante de istorie a poporului român.
Formarea poporului român a început cu romanizarea dacilor și s-a încheiat cu apariția limbii române, diferită de latină și de celelalte limbi romanice. Aria de formare a poporului român a cuprins fosta Dacie Romană, precum și zona dintre Marea Neagră, Munții Balcani și Valea Timocului (fostele provincii Scythia, Moesia Secunda și Dacia Ripensis). Crișana, Muntenia și Moldova au fost regiuni incluse mai târziu în această arie de formare, pentru că acolo nu s-a exercitat romanizarea.

## Romanizarea

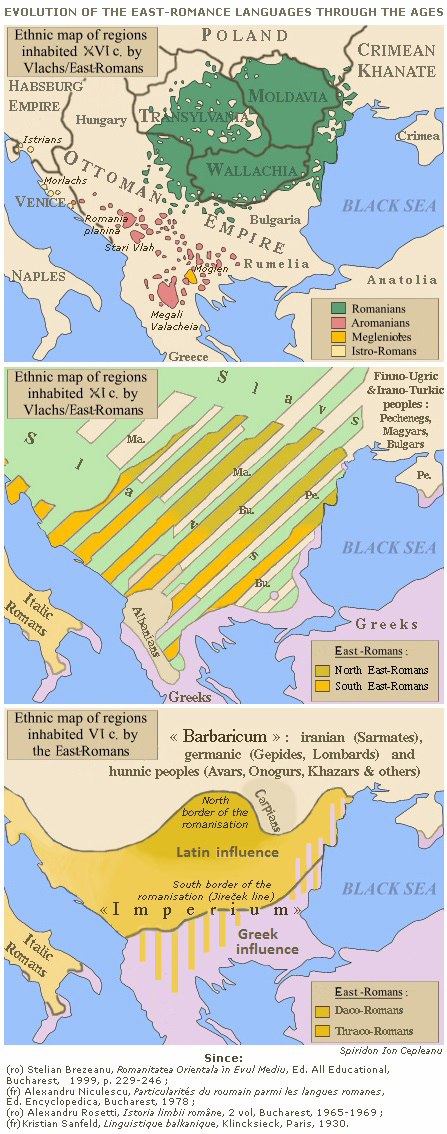
Evoluția istorică a limbilor romanice orientale după majoritatea autorilor.

Nu există din punct de vedere lingvistic decât o singură certitudine: limba română provine din romanizarea populațiilor antice din bazinul Dunării de jos care, așa cum ne-o spun Herodot și ceilalți autori antici, erau Traco-Dace, iar ulterior această limbă a fost influențată de limbile slave, greacă, maghiară și altele. Este de altfel singurul punct care nu este contestat de nimeni. Controversele privesc nu atât procesul lingvistic și etapele sale, cât teritoriile unde acest proces s-a derulat și întinderea lor.

## Continuitatea în Dacia
Varianta cea mai răspândită între istoricii români contemporani este aceea derivată din teoria romanizării definitive și statornice a Daciei. Conform acestei variante, Imperiul Roman a colonizat Dacia într-o perioadă foarte scurtă de timp cu o masă reprezentativă de coloniști veniți din tot Imperiul, dar în special de cultură latină (aproximativ 80%). Argumentele pentru această colonizare intensivă sunt în particular legate de dârzenia apărării dacice, care, conform izvoarelor latine, a aruncat în luptă aproape toată populația de sex masculin a provinciei, lăsând în urma războaielor o populație decimată. S-a ajuns astfel la o reprezentare infimă a numelor geto-dacice în inscripțiile rămase (au fost studiate aproximativ 4 000 de inscripții, dintre care numai 2% conțineau nume de geto-daci, față de aproximativ 30% ca reprezentare a populației autohtone în alte provincii romanizate).
În urma acestei colonizări neobișnuite a unei provincii romane (acest fenomen nu se mai petrecuse niciodată în Imperiu), limba originală a provinciei, limba dacă, ar fi dispărut, mai puțin câteva cuvinte păstrate în bagajul curent al limbii române.
Teoria continuității se împarte la rândul ei în mai multe sub-versiuni - unele mai îndrăznețe, altele care încearcă doar să rezolve discrepanțele și improbabilitățile din teoria romanizării totale a Daciei.
Astfel, limba română ar continua direct limba dacă, în aceeași arie lingvistică (o limbă din grupul tracic, despre care există date puține și intens controversate). După încheierea cuceririi romane a Daciei, în 106, și până la retragerea trupelor imperiale la sud de Dunăre din 275, populația locală dacică este desigur romanizată, dar nu în zona rămasă neocupată și populată de Dacii liberi. În plus de acestea, s-a argumentat că intervalul de 169 de ani nu a fost un răstimp suficient pentru schimbarea completă, într-un teritoriu relativ întins, a caracterului lingvistic local. Mai mult, din considerații socio-lingvistice, se consideră că proporția copleșitoare a militarilor, meșterilor și negustorilor romani la nord de Dunăre în comparație cu un număr foarte redus de administratori, vorbitori ai limbii latine culte, a împiedicat impunerea acesteia din urmă în bazinul Dunării de Jos, unde s-a generalizat o variantă locală de latină populară. Acest lucru a determinat apariția unei limbi protoromânești ca „lingua franca”: o limbă unică, anterioară tuturor dialectelor române.
Un argument comparativ adus deseori în discuție aici este caracterul mult mai latin, evident, al românei în raport cu acela al limbilor vechi celtice, pictice și scotice din insulele britanice - care au fost ocupate militar și continuu romanizate timp de aproape șase secole (55 î. Hr. - 430 d. Hr. apoi până la invazia saxonă).
«Armata romană a avut un rol important în romanizare, ținându-se cont nu numai de prezența legiunilor și a unităților auxiliare lor cu veteranii aferenți , ci și de dispersarea acestora în întreg „capul de pod”, pe care îl configura Dacia în apărarea Imperiului. Astfel, apare și faptul că româna este continuatoarea latinei militare de la frontiera daco-dunăreană a Imperiului Roman.
De altfel, viața militară intensă a Daciei, alături de prestigiul civilizației, culturii și limbii latine, constituie principala explicație pentru rapida romanizare a acestei provincii. În istorie, se mai cunosc cazuri de asimilare, într-o perioadă scurtă, a unei limbi de prestigiu militar și cultural, căci, normanzii (debarcați în 841, în NV-ul Franței, și creștinați în 911), după cucerirea Angliei, în urma bătăliei de la Hastings, în 1066, au influențat, ca vorbitori ai francezei, limba anglo-saxonilor, ceea ce arată că franceza devenise limba lor maternă după numai cca două secole.
Deși armata Rinului, în diverse perioade, era mai mare ca aceea a Daciei, acest fapt nu a fost esențial în romanizarea Galiei, deoarece legiunile renane, erau concentrate la limes-ul cu triburile germanice, între Meusa și Rin, cu centre principale la Mogontiacum (azi Mainz), Augusta Trevorum (azi Trier), Colonia (azi Köln), și Colonia Ulpia Traiana (în imediata apropiere a localității actuale Xanten), (de altfel, regiune în prezent neromanică). Dar nu numai Renania, ci și celelalte regiuni de frontieră ale Imperiului Roman din Europa (ca Pannonia), Africa și Asia nu mai sunt astăzi romanice. Deci, româna nu numai că este continuatoarea unei latine militare de frontieră, ci este și singura limbă neolatină care conservă vestigii ale limbajului de castru (sermo castrensis).»
Altă ipoteză explică trăsăturile latine atât de manifeste dar atât de puțin savante, ale limbii române, prin existența unei îndelungate latinități pre-romane în Dacia, această latinitate difuzându-se prin comerț, prin strămutările (spontane sau forțate) de triburi dacice între nordul Dunării și Imperiul roman, și prin educarea în Imperiu a unor tineri șefi daci luați ostateci de Romani.
În această teorie, Dacia este nucleul original al limbii române (și al etnogenezei poporului român), populațiile romane din sudul Dunării (de exemplu aromânii) provenind din migrații pornite din Dacia. Lingviștii țărilor din sudul României sunt favorabili acestei ipoteze, deoarece ea se potrivește cu teoriile oficiale ale acestor țări, conform cărora nu existau populații romanice în Balcani în momentul sosirii slavilor.
Lucrările mai recente ale unor istorici români consideră că limba și poporul român s-au format pe un spațiu mai mare decât al fostei Dacii. Vlad Georgescu a scris că spațiul cuprindea  atât Dacia cât și zona munților Balcani și coasta  Mării Negre. Ioan Aurel Pop consideră de asemenea că poporul și limba română s-au format atât la nord cât și la sud de Dunăre.

## Continuitatea în Dacia și Moesia

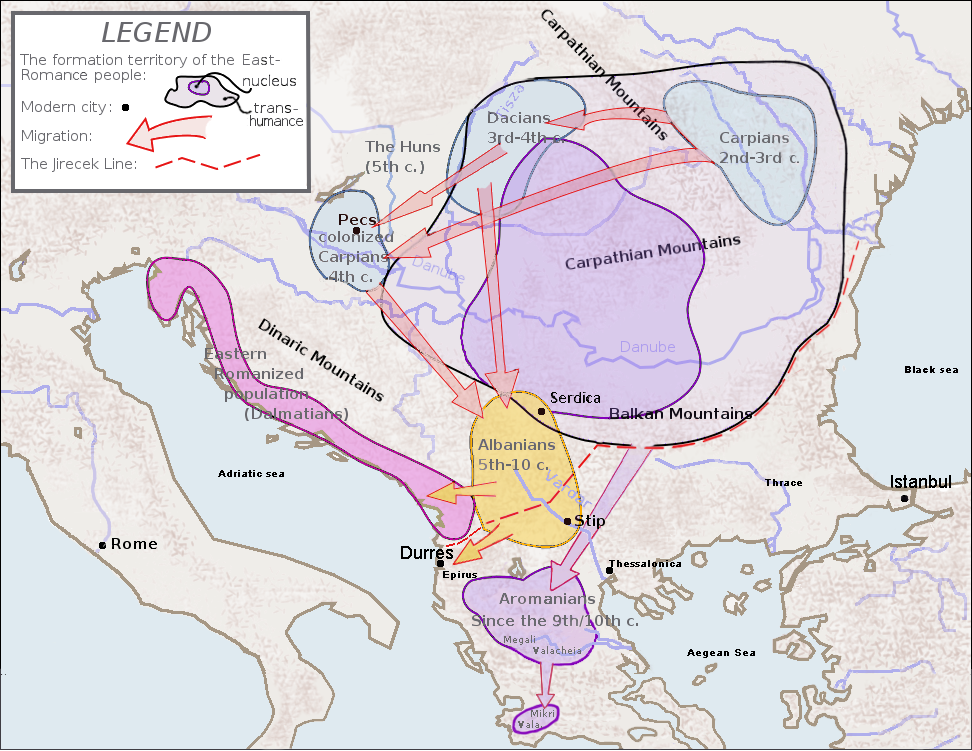
O hartă a etnogenezei Românilor și Albanezilor conformă ipotezelor „Continuității în Dacia și Moesia” și „Dacilor liberi ca strămoși ai Albanezilor”.

În această teorie, nucleul original al limbii române (« vatra străromână » a lui Nicolae Iorga) și deci al etnogenezei românilor, se afla atât în nordul cât și în sudul Dunării (într-o zonă cuprinzând Dacia și Moesia, la nord de linia Jirecek) în timp ce Dacii liberi au migrat spre Balcani alungați de năvălirile goților, hunilor și slavilor, constituind în definitiv poporul albanez, și explicând astfel cuvintele comune dintre limba albaneză și cea română. Tot năvălirile slavilor și cruntul război al bizantinilor împotriva bulgarilor în timpul domniei împăratului Vasile al II-lea Bulgarohtonul, au despărțit definitiv românii din nordul Dunării de aromânii din sud, care au părăsit Moesia pentru a se refugia în Munții Pindului și în Tesalia (atunci denumită « Marea Vlahie »).

## Strămutarea din Balcani spre Dacia
Această teorie pornește de la relatările lui Eutropius (care afirmă că toți locuitorii Daciei ar fi fost transferați în sudul Dunării în momentul retragerii romanilor) și de la scrierile lui Eduard Robert Rösler care consideră că proximitatea geografică în Balcani explică de ce există cuvinte comune între limbile albaneză și română, și conclude că nucleul original al limbii române trebuie căutat în actuala Macedonie, de unde migrații ulterioare, în secolul XIII, ar fi adus « vlahii » în nordul Dunării, la chemarea regilor maghiari, pentru a popula Transilvania până atunci deșartă. Lingviștii din Austria si Ungaria sunt favorabili acestei ipoteze, deoarece ea se potrivește cu teoriile oficiale ale acestor țări, conform cărora nu existau populații romanice în Transilvania în momentul sosirii maghiarilor. În această teorie, limba aromână este cea mai apropiată de forma originală a limbii române.

## Unitatea
O caracteristică esențială a limbii daco-române este lipsa dialectelor. Pretutindeni la nord de Dunăre, graiurile din Banat, Ardeal, Maramureș, Moldova (atât regiunea din România, cât și Republica Moldova), Oltenia, Muntenia și Dobrogea sunt aproape identice, existând și relativ puține regionalisme. Un filolog de reputația lui Alexandru Philippide insistă chiar asupra unicității limbii daco-române ca limbă fără dialecte, vorbind doar de subdialecte. Este interesant de menționat aici că alte limbi europene foarte vechi, deci conservatoare, la fel de stabile și „mereu vii“ ca româna, de exemplu euskara (limba bască) au în zilele noastre, pentru circa 800 000 vorbitori declarați, pe un teritoriu relativ mic față de aria lingvistică românească, cinci sau opt dialecte principale (bascii au nevoie să o unifice artificial prin normativa euskara batua). Alf Lombard a calificat starea de fapt a unicității în care se află limba daco-română drept una „fără precedent“.
Conform ipotezelor zise „runice“ care există și în literatura istorico-fantastică (mai ales slavă, celtică și germanică, și în general legată de curentele naționaliste), maturitatea și armonia limbii române ar fi în legătură cu succesul fenomenal al „patriei comune“ din care s-au răspândit, în neoliticul îndepărtat, toate limbile indo-europene, dintre care foarte aproape de trunchi, mai aproape ca latina, se află limba dacilor. Mai prozaic dar mai realist, majoritatea filologilor universitari explică această unitate și armonie prin intensa circulație transhumantă  a păstorilor români de la o țară românească la alta, precum și prin frecventele strămutări și dedublări de sate din motive climatice, hidrologice sau istorice (Brad-Brădet-Brădeni-Brădești...).
Unitatea lingvistică românească este însă oprită în secolul XI odată cu scăderea influenței imperiale bizantine și cu creșterea rolului slavonei liturgice.
Numeroasele popoare migratoare (germanice, turcice, slavice, sau fino-ugriene) care au parcurs aria lingvistică românească, au contribuit la rândul lor, intervenind fiecare punctual, în evoluția limbii române, prin diversificarea fondului de cuvinte neprincipal, lăsând însă structura gramaticală „latină“ sau pre-latină aproape neatinsă.
Importanta influență slavă în daco-română este pusă în legătură cu bilingvismul, cu istoria țaratelor româno-bulgare și cu rolul slavonei, limbă liturgică și limbă oficială a voievodatelor române. În schimb, faptul că celelalte limbi romanice de est, din sudul Dunării, nu au suferit influența lexicală slavă cu aceeași intensitate ca daco-româna, este pus în legătură cu evoluția separată a populațiilor proto-române din nordul și din sudul lanțului munților Balcani după instalarea slavilor la Dunărea de Jos între secolele V-VII. O influență importantă a avut și faptul că până în secolul al X-lea, limba oficială a bulgarilor și a slavilor de sud era limba greacă. Alfabetul introdus de Chiril și Metodiu și creștinarea slavilor au dus la schimbarea limbii oficiale la sud de Dunăre.

## Primele atestări

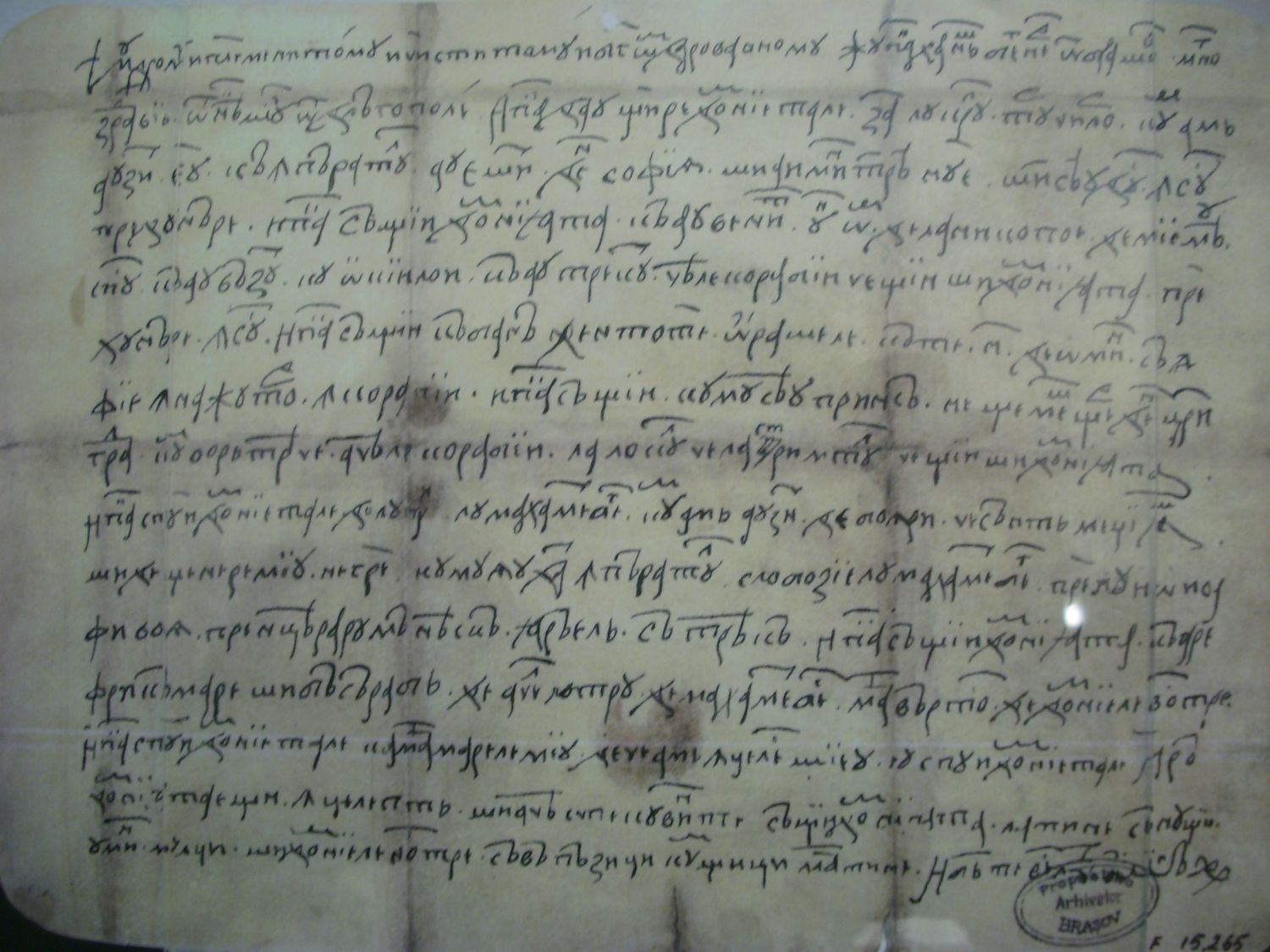
Cel mai vechi document păstrat, scris în limba română, este Scrisoarea lui Neacșu din Câmpulung, datând din anul 1521. Aceasta a fost scrisă cu alfabetul chirilic.

Primele limbi romanice sunt atestate abia în perioada marilor migrații: franceza în 842 (Les serments de Strasbourg) și italiana în 960 (Carta capuana) În decursul timpurilor, s-au folosit pentru populația latinofonă nord dunăreană denumirile de daci, geți și apoi de vlahi/români.  
Doi cronicari bizantini, Teofilact din Symocatta secolul VII și Teofan Mărturisitorul (care a trăit în secolele VIII-IX d.H.) amintesc faimosul episod al expediției militare contra avarilor, din 587, cunoscut sub numele de (re)torna, (torna,) fratre. Există numeroase ediții și comentarii ale acestor pasaje care spulberă mitul lipsei de documente istorice ale limbii române vechi. Poate cea mai remarcabilă trimitere va rămâne Patrologiae cursus completus. Series graeca, vol. 116, col. 109, 531, 1361 editat de JP Migne.
În 1476, cronicarul polonez Jan Długosz menționează faptul că locuitorii din Moldova și Valahia „au aceleași obiceiuri și limbă”.
Cel mai vechi text scris în limba română este Psaltirea Hurmuzaki, datată în intervalul 1491-1504 pe baza filigranelor. Este o Psaltire ortodoxă, cuprinzând cei 150 de psalmi împărțiți în 20 de catisme și începutul psalmului 151. Textul, scris în limba română cu alfabetul chirilic, este extras dintr-o Psaltire bilingvă, slavo-română, azi pierdută. Cel mai vechi document datat exact este Scrisoarea lui Neacșu, o scrisoare din 1521, în care Neacșu de Câmpulung îi scria primarului brașovean despre atacurile iminente ale turcilor. Aceasta era scrisă cu alfabetul chirilic, la fel ca majoritatea scrierilor românești din acea perioadă. O primă folosire a alfabetului latin este atestată printr-un document transilvănean, scris după convențiile alfabetului maghiar la sfârșitul secolului XVI.
Prima tipăritură românească a fost un Catehism tipărit la Sibiu în 1544, care s-a pierdut. Prima care s-a păstrat a fost Evangheliarul slavo-român a lui Filip Moldoveanul (Sibiu, 1551-1553). Prima tipăritură română cu litere latine este culegerea de Cântece religioase calvine din 1560 a episcopului român Pavel Tordasi.
Deși supușii voevodatelor se desemnau ca "ardeleni" (sau "ungureni" în Miorița), "moldoveni" sau "munteni", numele de "rumână" sau "rumâniască" pentru limbă este atestat în secolul secolului XVI la mai mulți călători străini precum și în documente românești ca Palia de la Orăștie sau Letopisețul Țării Moldovei.
Francesco della Valle scrie în 1532 că românii "se denumesc Romei în limba lor", iar mai departe el citează expresia : "Sti rominest?". 
În 1534, Tranquillo Andronico notează că " Valachi nunc se Romanos vocant" ("Valahi acuma se numesc români").
Sasul ardelean Johann Lebel scrie în 1542 că « Vlachi » se numeau între ei « Romuini ».
Cronicarul polonez Stanislaw Orzechowski (Orichovius) notează în 1554 că în limba lor « walachii » se numesc « romini ».
Croatul Ante Verančić precizează în 1570 că « Vlahii » din Transilvania, Moldova și Transalpina se desemnează ca « romani ».
Pierre Lescalopier scrie în 1574 că cei care locuiesc în Moldova, Țara Românească și cea mai mare parte a Transilvaniei, “ se consideră adevărați urmași ai romanilor și-și numesc limba “românește”, adică romana”.
Ferrante Capeci a relatat în 1584, după o călătorie prin Transilvania, că locuitorii români ai acestei provincii se autointitulează romanesci („români”), fiind încredințați că au fost trimiși aici cei care erau osândiți să scoată din pământ metale.
În Palia de la Orăștie (1581) scrie lămurit « ...că văzum cum toate limbile au și înfluresc întru cuvintele slǎvite a lui Dumnezeu numai noi românii pre limbă nu avem. Pentru aceia cu mare muncǎ scoasem de limba jidoveascǎ si greceascǎ si srâbeascǎ pre limba româneascǎ 5 cărți ale lui Moisi prorocul si patru cărți și le dăruim voo frați rumâni și le-au scris în cheltuială multǎ... și le-au dăruit voo fraților români,... și le-au scris voo fraților români » iar în Letopisețul Țării Moldovei al cronicarului moldovean Grigore Ureche citim: «  În Țara Ardialului nu lăcuiesc numai unguri, ce și sași peste seamă de mulți și români peste tot locul... ».
Maghiarul ardelean Martinus Szent-Ivany în 1699 citează frazele: « Si noi sentem Rumeni » ("Și noi suntem români") și « Noi sentem di sange Rumena » ("Noi suntem de sânge român") atribuite valahilor.
Iată mai jos un text de la începutul secolului al XIX-lea, care folosește alfabetul latin, cu ortografie etimologizantă (în coloana din stânga) și același text transcris cu ortografia actuală (în coloana din dreapta):
| Liturgiariu: "Santu esci cu adeveritu, si présantu, si nu este mesura maretîei santîei tale, si dreptu esci intru tóte lucrurile tale. Ca cu dreptate si cu multa sîlintia adeverita, ne ai adusu tóte. Ca plasmuindu pe omu, si luandu terana d'in pamentu, si cu tipulu teu cinstindulu, Dumnedieule, pusulu ai in raiulu resfaçului, fogaduindui intru padia porunciloru tale, vieati'a ceea fara de mórte si moscenirea bunatatîloru tale celoru vecinice..." |  | Liturghier: "Sfânt ești cu adevărat și preasfânt, și nu este măsură măreției sfinției tale, și drept ești întru toate lucrurile tale. Căci cu dreptate și cu multă silință adevărată ne-ai adus toate. Că plăsmuind pe om, și luând țărână din pământ, și cu chipul tău cinstindu-l, Dumnezeule, pusu-l-ai în raiul răsfățului, făgăduindu-i, întru paza poruncilor tale, viața cea fără de moarte și moștenirea bunătăților tale celor veșnice..." |

## Prezența toponimiei de origine slavă
Toponimia de origine slavă, care amintește de perioada năvălirii slavilor în teritoriile românilor este explicată în felul următor: slavii păgâni i-au alungat pe protoromâni din șesuri și văi și aceștia s-au retras în zonele împădurite și spre munți dar, după creștinarea slavilor, românii au revenit în locurile de baștină (aproximativ secolul al X-lea) și a început simbioza româno-slavă ; toponimele importante au fost transmise de protoromâni slavilor și mai târziu au fost transmise de slavi iar românilor după revenirea acestora la șesuri. În același sens a scris și istoricul Florin Curta, arătând că în anul 814 slavii sudici au început persecutarea creștinilor, afectând probabil și spațiul creștin românesc.